# Капитал Дейли
„Капитал Daily“ е български бизнес ежедневник, който се издава от медийната група „Икономедиа“.